# Hrabstwo Hancock (Iowa)

Piramida wieku hrabstwa

Hrabstwo Hancock – hrabstwo położone w USA w stanie Iowa z siedzibą w mieście Garner. Założone w 1851 roku.

## Miasta i miejscowości
- Britt
- Corwith
- Crystal Lake
- Duncan (CDP)
- Forest City
- Garner
- Goodell
- Kanawha
- Klemme
- Woden

## Gminy
| - Amsterdam - Avery - Bingham - Boone - Britt - Concord | - Crystal - Ell - Ellington - Erin - Garfield - Liberty | - Madison - Magor - Orthel - Twin Lake |

## Drogi główne
- U.S. Highway 18
- U.S. Highway 69
- Iowa Highway 17

## Sąsiednie hrabstwa
- Hrabstwo Winnebago
- Hrabstwo Cerro Gordo
- Hrabstwo Wright
- Hrabstwo Kossuth